# 徐洪慈
徐洪慈（1933年—2008年4月17日），上海人，中华人民共和国被《人民日报》点名的右派分子，后因多次越狱并成功出逃而成为传奇人物。

## 生平
1933年，徐洪慈生于上海一个买办家庭。1948年，15岁的徐洪慈加入中国共产党，在中共地下党组织的领导下开展革命活动。1951年，18岁的徐洪慈成为中共中央华东局团工委统战部干部。1953年，20岁的徐洪慈参加了中国新民主主义青年团第二次全国代表大会，受到毛泽东、刘少奇等党和国家领导人接见。1954年，21岁的徐洪慈作为调干生进入上海第一医学院学习。
在1957年的整风运动中，1957年4月27日，中共中央公布《关于整风运动的指示》。1957年4月，《人民日报》发表社论，鼓励大鸣大放、向中共提出意见。但是上海第一医学院里一直没人贴大字报。1957年6月，上海第一医学院副院长主持召开全体党、团干部大会，动员大鸣大放、贴大字报，并要求次日要看到成效。大会结束后，徐洪慈等14名同学响应号召，草拟了共51条意见的大字报，次日贴出。51条意见包括对中共的意见，对学校及专业设置的意见等等。1957年6月6日该大字报贴出后，在校内形成了贴大字报高潮。
大字报贴出后，整风运动随即进入反右阶段。徐洪慈遭到批判。1957年8月2日，《人民日报》发表《上海医学院三千同学声讨叛徒徐洪慈》，点名批判徐洪慈为右派分子、叛徒，并称徐洪慈的叛党行为受到该校另一右派分子范日新的支持。由于女友揭露徐洪慈和她说过“到底是我正确还是毛泽东正确，三百年以后见分晓”，“如果我在这儿待不下去，我就想出国，无产阶级革命是不分国界的”这两句话，徐洪慈被打成“极右”分子，开除党籍、学籍，送往位于安徽的上海市白茅岭农场（由上海市管辖）劳动教养。1958年12月14日，徐洪慈和同伴从白茅岭农场越狱，回到上海后随即被抓获并押送回白茅岭农场。1959年，徐洪慈第二次越狱，经云南昆明逃至泸水县，准备偷渡到缅甸，但在泸水县被抓获，关押在泸水看守所。1959年，徐洪慈在泸水看守所越狱时被当场抓获。同年，徐洪慈被当地人民法院判处有期徒刑6年。此后先后被关押在丽江大盐农场、拉马古铜矿等处。1965年刑满释放，作为留场人员继续留在劳改农场从事劳动。
1966年文革爆发后，徐洪慈被劳改农场列为首批政治运动对象，以反革命罪被判处有期徒刑20年，在丽江民主广场举行的万人公判大会上被捆绑游街示众。1969年，徐洪慈被安排在关押重刑犯的监狱丽江五零七农机厂，和监狱长李光荣矛盾很深。1972年8月7日晚，徐洪慈趁该监狱断电之机成功越狱。此后徒步走出云南，在四川乘火车回到上海和母亲告别，一个月后的1972年9月10日深夜经二连浩特边境偷渡到蒙古人民共和国。
到达蒙古人民共和国后，徐洪慈以非法入境罪在蒙苏边境的宗哈拉服刑一年。一年刑满后，徐洪慈获释。1974年，徐洪慈在蒙古人民共和国首都乌兰巴托的一家医院就诊时，结识了该医院一位叫奥永的21岁女护士。随后二人结婚，迁居奥永的家乡后杭爱省车车尔勒格。此后8年时间里，徐洪慈靠体力劳动支撑家庭，和奥永育有三个孩子：儿子安吉尔、波扬特，女儿叶塞尼亚。徐洪慈曾要求加入蒙古国籍，以避免被遣返回中国，但入籍要求被蒙古当局拒绝。
1981年冬，徐洪慈收到母亲来信，告知他中共上海第一医学院党委已为他的右派问题平反，并附上了手抄的改正书。1982年春，母亲又通知徐洪慈，上海市公安局已对徐洪慈的劳动教养问题平反。但云南省丽江地区中级人民法院却一直未下达平反书。徐洪慈乃向当年在中共中央华东局时的两位老领导黄辛白、乔石写信申诉，两位老领导都作出了批示，要求调查。但云南省高级人民法院、云南省丽江地区中级人民法院认为他越狱罪不可赦，不同意平反。此后徐洪慈继续向中央有关部门写信，要求中共丽江地委为他彻底平反。1982年6月19日，云南省丽江地区中级人民法院作出〔82〕刑申字第6号刑事判决书，为徐洪慈正式平反，但其中仍称“徐洪慈在留队期间，说过一些谣言和讲过一些错误的观点”。徐洪慈对这个“尾巴”表示不满，向云南省丽江地区中级人民法院提出申诉。1984年8月31日，云南省丽江地区中级人民法院作出〔84〕刑申字第10号刑事裁定书，将原表述修改为“徐洪慈在留队期间，针对文化大革命的错误，发表过一些意见和看法，经过实践证明是对的”，并认定原以反革命定罪是错误的。该刑事裁定书意味着为徐洪慈作出了不留“尾巴”的彻底平反。
1982年10月，中国驻蒙古大使馆致信徐洪慈，表示鉴于徐洪慈已获平反，“我们恢复你的中国国籍，你要到乌兰巴托中国大使馆来领你的护照，领了护照以后，你回国探亲也可以，回国定居也可以”。随后蒙古国家安全局向徐洪慈提出欢迎其加入蒙古国籍。但徐洪慈选择领取中国护照，因此在回中国的问题上受到蒙古方面的刁难。为获得回国所需材料，徐洪慈曾在蒙古高级官员的专门接待日见到了蒙古国家元首泽登巴尔。1983年，蒙古政府同意徐洪慈先独自回中国一次，徐洪慈回到上海见到了母亲，并和朱世能等同学以及当年揭发自己的前女友见面。随后徐洪慈返回蒙古。当时他的小女儿叶塞尼亚刚出生。
1984年3月，徐洪慈携妻子奥永及三个孩子一起从乌兰巴托乘火车回到上海定居。此后徐洪慈成为上海石油化工专科学校教师，妻子奥永当护士。回国后经过数十年时间，中共党组织才恢复了徐洪慈的党籍。2006年7月，徐洪慈夫妇回蒙古国探亲访问。2008年4月14日，徐洪慈所在单位为其颁发了老干部离休证书，自颁发日起，徐洪慈由退休改为离休。
2008年4月17日，徐洪慈因肾癌引起的呼吸衰竭在上海病逝。三个月后，组织上下发了《关于徐洪慈同志享受局级待遇的批复》。
徐洪慈在上海的故居是高安路3号。2011年，上海电视台纪实频道《往事》栏目为徐洪慈制作的系列专题片《越狱》、《徐洪慈：越狱之后》播出。2005年，上海知名记者胡展奋在上海一个“资深右派聚会”上结识徐洪慈，随后对徐洪慈深入采访，写出一部口述实录《永不服罪》（后出版为《冲出劳改营》）。

## 著作
- 徐洪慈口述、胡展奮筆錄，衝出勞改營——全國五十五萬右派中唯一成功逃出國境者的親身歷險全過程，香港：文化藝術出版社，2008年